# مملكة ألبانيا (28-1939)
مملكة ألبانيا (بالألبانية: Mbretnija Shqiptare)، هي دولة ملكية دستورية أسست مابين سنة 1928م و1939م، وكان يحكمها أحمد زوغو بصفته ملكاً لألبانيا، إلى أن تم حله سنة 1939م.

## مملكة زوغو
في عام 1928، حصل زوغو على موافقة البرلمان بحلّ نفسه. وقد عدلت السلطة التأسيسية دستورًا جديدًا للبلاد ما جعل من ألبانيا مملكة وزوغو ملكًا عليها باسم زوغ الأول. وقد تمّ الاعتراف عليها دوليًا على الفور. ألغى الدستور الجديد مجلس الشيوخ الألباني بإنشائه برلمان جديد. وعلى الرغم من أن الملك زوغ كان ملكًا اسميًا، إلا أنه في الممارسة العملية، احتفظ بالسلطات الديكتاتورية التي كان يتمتع بها كرئيس للبلاد. فقد ظلت الحريات المدنية منعدمة إلى حد ما، وكثيرًا ما زُجَّ المعارضون السياسيون في السجن أو يُقتلون. وهكذا بقيت ألبانيا، في جميع الجوانب، ذات طابع دكتاتوري عسكري.
وبعد تتويج زوغ ملكًا، فكّ خطبته من ابنة شيفكات فيرلاتشي، وبذلك سحب فيرلاتشي دعمه للملك وبدأ بالتآمر ضده. كان زوغ قد جمع عددًا كبيرًا من الأعداء طوال تلك الفترة، وبحسب العِرْف الألباني (الانتقام بالدم) اقتضى عليهم الأمر بقتله. لذا أحاط زوغ نفسه بالحراس ونادرًا ما كان يظهر في الأماكن العامة. قام الموالون للملك بتجريد جميع قبائل ألبانيا من السلاح باستثناء قبائل منطقة مات التابعة له المعروفين باسم ديبار. ومع ذلك، في زيارة إلى فيينا عام 1931، خاض زوغ وحراسه معركة بالأسلحة النارية ضد القتلة السفاكين في دار الأوبرا (انظر محاولات اغتيال زوغ الأول في الفقرة 3).
بقي زوغ حساسًا إزاء خيبة الأمل المتزايدة الناتجة عن سيطرة إيطاليا على ألبانيا. وعلى الرغم من أن الجيش الألبانًي كان يتمتع بقوة 15,600 جندي، إلا أنه استنزف أموال البلاد جميعها إلى جانب أن احتكار الإيطاليين لتدريبات القوات المسلحة أدى إلى رعرعة الرأي العام في البلاد. وبالمقابل، حافظ زوغ على الضباط البريطانيين في الدرك الملكي الألباني رغم الضغوطات الإيطالية القوية لإبعادهم خارج البلاد. في عام 1931، وقف زوغ علنًا أمام الإيطاليين، رافضًا تجديد معاهدة تيرانا الأولى عام 1926.
أثناء أزمة 1929 - 1933، طلب زوغ من الإيطاليين قرض بقيمة 100 مليون فرنك ذهبي عام 1931، وتمت الموافقة على الطلب من قِبَل الحكومة الإيطالية. بين عامي 1932 و1933، لم تتمكن ألبانيا من سداد أقساط الفائدة على قروضها من جمعية التنمية الاقتصادية في ألبانيا. وردًا على ذلك، قامت إيطاليا بتصعيد الضغوطات على ألبانيا مطالبة بانضمام تيرانا إليها في اتحاد جمركي، ومنح إيطاليا السيطرة الكاملة على موارد البلاد مثل السكر وأجهزة الهاتف والبرق واحتكار الطاقة الكهربائية وإدخال اللغة الإيطالية إلى جميع المدارس الألبانية وقبول الاستعمار الإيطالي. رفض زوغ ذلك وأمر بتخفيض الميزانية القومية للبلاد بمقدار 30 في المائة، وطرد المستشارين العسكريين الإيطاليين وأمّم مدارس الروم الكاثوليك التي تديرها إيطاليا في الجزء الشمالي من البلاد.
بحلول يونيو عام 1934، وقعّت ألبانيا اتفاقات تجارية مع مملكة يوغوسلافيا واليونان، وقد علّق بينيتو موسوليني جميع المدفوعات في تيرانا. فشلت محاولة إيطالية لترهيب الألبانيون بإرسال أسطول ضخم من السفن الحربية لأن الألبانيين لم يسمحوا للقوات الإيطالية بالنزول إلا بعد نزع أسلحتهم. حاول موسوليني شراء الألبانيين، وفي عام 1935 أهدى الحكومة الألبانية 3 ملايين فرنك ذهبي.
أقنع نجاح زوغ في هزيمة اثنين من المتمردين المحليين موسوليني بأنه تعيّن على الإيطاليين أن يتوصلوا إلى اتفاق جديد مع الملك. ومن ذلك، تحسّنت العلاقات مع إيطاليا عام 1936. فقد فازت حكومة من الشباب بقيادة مهدي فراشري، وهو مدير ينتمي إلى البكتاشية، بالحصول على التزام من إيطاليا يقتضي بوفائها بالوعود المالية التي وعد موسوليني بها ألبانيا، إلى جانب منحهم قروض جديدة لتحسين الموانئ في دوريس وغيرها من المشاريع التي ثبّتت الحكومة الألبانية على قدميها. سرعان ما بدأ الإيطاليون بتولّي مناصب في الخدمة المدنية في ألبانيا كما سُمِح للمستوطنين الإيطاليين بالدخول إلى البلاد.

## الظروف الاجتماعية
بقيت ألبانيا، الفقيرة والنائية، متخلّفة عن بلدان البلقان الأخرى في مجال التنمية التعليمية والاجتماعية. إذ يقطن في المدن 13 في المائة فقط من مجموع السكان. وتعتبر الأمية من أكبر المشاكل التي يعاني منها السكان. يمارس نحو 90% من مزارعي البلاد زراعة الكفاف، باستخدامهم أساليب وأدوات قديمة مثل المحاريث الخشبية. كما توجد أغنى الأراضي الزراعية في البلاد تحت الماء في الأهوار الموبوءة بالملاريا. عانت ألبانيا من افتقارها إلى العديد من الأنظمة والمشاريع مثل النظام المصرفي والسكك الحديدية والميناء الحديث ومؤسسة عسكرية فعّالة ومقر جامعة والصحافة والإعلام. يُشكّل الألبانيون أعلى معدل ولادات ووفيات رُضَّع في أوروبا، إذ يبلغ متوسط العمر المتوقع للرجال نحو ثمانية وثلاثين عامًا.
عَمِل الصليب الأحمر الأمريكي على إنشاء المدارس والمستشفيات في منطقتي دوريس وتيرانا، كما قام أحد العاملين في الصليب الأحمر بتأسيس فرع من الكشافة، إذ طُلب من جميع الفتيان الذين تتراوح أعمارهم بين 12 و 18 سنة الانضمام إليه بموجب قانون خاص. ورغم إنشاء مئات المدارس في مختلف أنحاء البلاد، فإن 36% فقط من مجموع الأطفال كانوا يتلقون التعليم عام 1938.
خلال عهد زوغ، أصبح التعليم الابتدائي إلزاميًا. وعلى الرغم من الفرص التعليمية القليلة والمحدودة، فقد ازدهر الأدب في ألبانيا بين الحربين العالميتين. وأحرز تقدمًا كبيرًا بالنسبة لعمليات الطبع والنشر للعديد من الأعمال الفنية. ومن بين الكُتَّاب البارزين: فان نولي، الكسندر ستافر درينوفا، إساد ميكولي، ندري مجيدا، حاكي ستيرميلي، لاسكوش بوراديشي، فايك كونيكا، ستيرجو سباس، ندوك نيكاج، فوكيون بوستولي، ميجيني وغيرهم. وقد سيطر القس والشاعر الفرنسيسكاني، جيرج فيشتا، على المشهد الأدبي بقصائده التي تدور حول مقاومة الألبانيين أثناء سعيهم إلى الحرية. وخلال هذه الفترة أُنشَئت 600 مدرسة ليلية في محاولة للقضاء على مشكلة الأمية، ولكن في عام 1939 كان 80 في المائة من السكان البالغين ما يزالون أميين.
في عام 1939، امتلكت ألبانيا 643 مدرسة ابتدائية و 18 مدرسة ثانوية. وكانت أهم المدارس الثانوية هي: المدرسة التربوية في إلباسان ومدرسة ليسيوم في كوريا وصالة شكودير للألعاب الرياضية، ومدرسة فلوريا التجارية التي يبلغ عدد طلابها 5700. أما الذين يرغبون في مواصلة تعليمهم، فغالبًا ما كانوا يذهبون إلى الخارج على سبيل المثال إيطاليا أو النمسا أو فرنسا وما إلى ذلك... وفي عام 1939 بلغ عدد الطلاب الألبانيين الذين يدرسون بالخارج نحو 420. ومن بين السكان المتعلمين، حصل 446 فرد على شهادة جامعية، و1773 على شهادة التعليم الثانوي.
بدأت الصحف اليومية مزاولة أعمال النشر، بما في ذلك: ديمكراكيا، وليريا كومبيتاري، وبيزا، وهيلي دي دريتيس، وليكا، إلى جانب عدد كبير من المنشورات التربوية والعلمية. حاولت منظمات مثل غرواجا شكيبتار تحديث المجتمع الألباني، وفي عام 1938 بدأت أول محطة إذاعية وطنية في البث. تم كل ذلك بالخطوات الأولى نحو تحديث البلاد وتطويرها، ولكن ألبانيا ظلت الدولة الأكثر تخلفًا في أوروبا من نواحٍ عدَّة.
شكّل افتقار البلاد إلى التنمية الاقتصادية سببًا في العديد من الإضرابات من قِبَل الشعب. ففي عام 1936، قام العمال الألبانيون الذين يعملون لصالح شركات أجنبية في حقل كوشوفا للنفط ببدء إضراب في بونا، وآخر في فلوره. وفي فبراير عام 1936، بدء عمال وحرفيون إضراب في كورتشي والذي تحوّل إلى مظاهرة تحت اسم «الإضراب عن الطعام». تصف أعمال ميجيني حالة الفقر والحالة الاجتماعية البائسة في تلك الفترة. في عام 1929 تأسست جمعية شيوعية لكنها لم تتلقى الدعم من قبل الأرثوذكس أو الكاثوليك أو المسلمين بسبب أفكارها الداعية للإلحاد.